# Elisa Bridges
Elisa Rebeca Bridges (24. květen 1973, Miami, USA – 7. února 2002) byla americká modelka a herečka.
Stala se především tváří pánského časopisu Playboy, kde byla vyhlášena "Playmate měsíce prosinec 1994" a "Video Playmate měsíce září 1996". Účinkovala také v několika videích společnosti Playboy mezi léty 1996 a 2002.
Zemřela 7. února roku 2002. Playboy uvedl, že to bylo přirozenou smrtí, lékařská zpráva hovořila o předávkování drogami.